# Mike Figgis
Michael "Mike" Figgis (Carlisle, Cumberland, 28 de febrero de 1948) es un director de cine, guionista y compositor británico.

## Biografía
Figgis nació en Carlisle, Inglaterra y creció en África. Su mayor interés en estos primeros años fue la música y llegó a tocar el teclado en la primera banda de Bryan Ferry. Posteriormente trabajó en el teatro, donde trabajó como músico y arreglista de un grupo experimental llamado The People Show), realizó su debut como director con la obra Lunes tormentoso en 1988. El filme captó la atención de Hollywood como un hombre que podía ofrecer cosas interesantes. Inicialmente su primera película norteamericana fuese el thriller policíaco Asuntos sucios que sirvió para reavivar la carrera de Richard Gere. Su siguiente trabajo hollywoodiense sería Mr. Jones que sería un fracaso de público y desechada por la propia productora. A pesar de eso, Figgis realizaría dos años después la que sería su mejor obra hasta el momento Leaving Las Vegas, sobre un alcohólico que llega a Las Vegas para acabar con su vida a base de borracheras. La película le sirvió a su director para recibir dos nominaciones a los Oscars: mejor director y mejor guion adaptado. 
A partir de Leaving Las Vegas, Figgis volvería a sus trabajos personales y de escaso éxito como Después de una noche o Adiós a la inocencia sexual. También tuvo para realizar dramas experimentales como Timecode (2000), que supuso un avance muy importante a la hora de montar las acciones de cuatro cámaras grabando simultáneamente, dividiendo la pantalla en cuatro partes. Desde entonces, sus trabajos han ido dirigidos a la creación digital, con la excepción de La casa. Aparte de eso, también ha trabajado a las órdenes de Bernardo Bertolucci como director de fotografía en Ten Minutes Older y realizó piezas del documental The Blues de Charles Burnett. 
Figgis ha sido uno de los exponentes más curiosos de relación amor-odio con el sistema de Hollywood y muchas veces ha mostrado su postura crítica y ha expresado la visión de un director hollywoodiense de "aburrido y con la necesidad de hacer algo peor de lo que había hecho antes para resurgir con la siguiente". Su fascinación con la tecnología de la cámara le ha servido para crear un sistema de estabilización para cámaras más pequeñas, llamado "Fig Rig".

## Filmografía

### Cine y televisión
- Lunes tormentoso (1988) (Stormy Monday)
- Asuntos sucios (1990) (Internal Affairs)
- Trilogía de pasión (1991) (Women & Men 2: In Love There Are No Rules)
- Liebestraum (1991)
- Mr. Jones (1993) (Mr. Jones)
- La versión Browning (1994) (The Browning Version)
- Leaving Las Vegas (1995)
- Después de una noche (1997) (One Night Stand)
- Adiós a la inocencia sexual (1999) (The Loss of Sexual Innocence)
- Miss Julie (1999) (Miss Julie)
- Timecode (2000)
- Hotel (2001)
- The Battle of Orgreave (2001)
- La casa (2003) (Cold Creek Manor)
- The Blues (2003)
- Co/Ma (2004)
- The Sopranos – Episodio: Cold Cuts (2004)
- Co/Ma (2004)
- Love Live Long (2008)
- The Co(te)lette Film (2010)
- Suspension of Disbelief (2012)

## Premios y distinciones
Premios Óscar
| Año  | Categoría            | Película          | Resultado |
| ---- | -------------------- | ----------------- | --------- |
| 1996 | Mejor Director       | Leaving Las Vegas | Nominado  |
| 1996 | Mejor guion adaptado | Leaving Las Vegas | Candidato |

Festival Internacional de Cine de San Sebastián
| Año  | Categoría                         | Película          | Resultado |
| ---- | --------------------------------- | ----------------- | --------- |
| 1995 | Concha de Plata al mejor Director | Leaving Las Vegas | Ganador   |